# 尚比亞空軍
尚比亞空軍（英語：Zambian Air Force），簡稱ZAF，是尚比亞國防軍（ZDF）的下轄軍隊。1964年尚比亞建國，前身北羅德西亞空軍聯隊也隨之誕生，直到1968年，才改為現在的名稱。